# ロッカ・グリマルダ
ロッカ・グリマルダ（伊: Rocca Grimalda）は、イタリア共和国ピエモンテ州アレッサンドリア県にある、人口約1,500人の基礎自治体（コムーネ）。

## 地理

### 位置・広がり
| 隣接するコムーネは以下の通り。 - カプリアータ・ドルバ - カルペネート - オヴァーダ - プレドーザ - シルヴァーノ・ドルバ - トリゾッビオ |

### 地震分類
イタリアの地震リスク階級 (it) では、3 に分類される
。